# Jag menar nu
Jag menar nu är en novellsamling av Mats Kolmisoppi från 2001, om olika ungdomsgrupperingar tolkat ur den egnas syn. Det var med denna novellsamling han debuterade.

### Fotnoter
1. ↑  ”2005: Mats Kolmisoppi”. Aftonbladet. 21 november 2007. http://www.aftonbladet.se/kultur/article11301354.ab. Läst 19 juli 2014.